# Toblacher Erdpyramiden

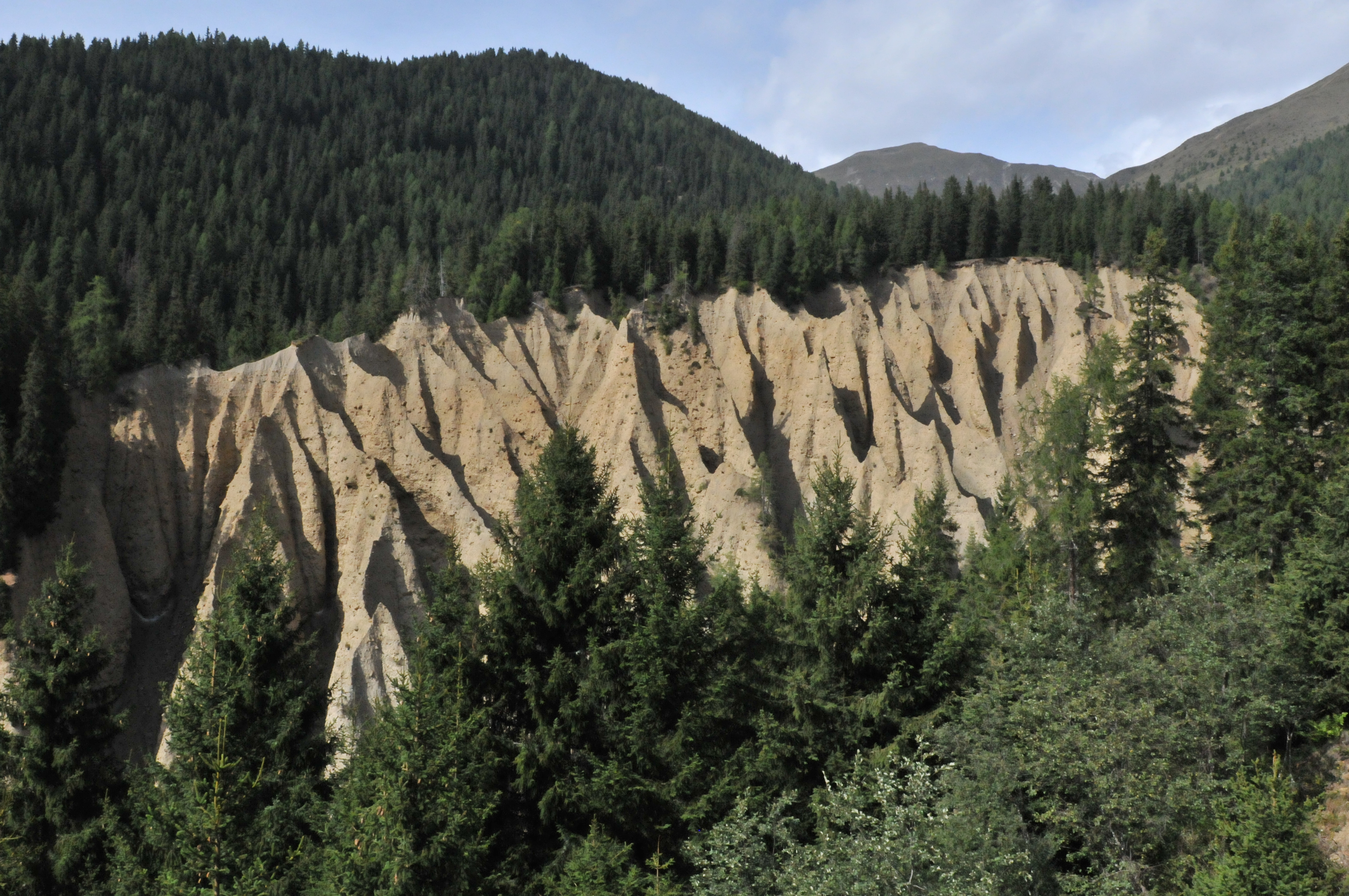
Toblacher Erdpyramiden

Die Toblacher Erdpyramiden (italienisch Piramidi di terra di Dobbiaco) sind eine Felsformation und ein geologisches Naturdenkmal in der Gemeinde Toblach in Südtirol (Norditalien).

## Beschreibung
Die Toblacher Erdpyramiden liegen auf einer Seehöhe von 1570 bis 1720 Metern, sind ockerfarben, undeutlich geschichtet und bestehen aus grobkörnigem Gneismaterial ohne größere Gesteinsbrocken. Das Material stammt noch aus der letzten Eiszeit. Die Pyramiden entstanden bei einem Unwetter im Jahr 1834. Die gewaltigen Schuttmassen wurden durch den Pfannbach weggespült. In den Jahren nach dem Unwetter modellierten der Regen und die Schneeschmelze ständig neue Säulen heraus, die sich hielten, solange der schützende Deckstein darüber blieb. Durch die Erosion verändern sich die Erdpyramiden ständig. Im Jahr 1982 wurden sie zum Naturdenkmal erklärt.